# Manfred von Richthofen
Manfred Albrecht Freiherr von Richthofen, tijdens de Eerste Wereldoorlog bekend als de Rode Baron (Engels: the Red Baron) (Breslau, 2 mei 1892 - bij Cappy, Frankrijk, 21 april 1918) was een Duits gevechtspiloot. In de Eerste Wereldoorlog heeft von Richthofen tachtig vijandelijke vliegtuigen neergeschoten, waardoor hij de beste gevechtspiloot van zijn tijd werd.

## Begintijd
Manfred von Richthofen werd geboren als tweede van vier kinderen. Zijn ouders waren de cavalerieofficier Albrecht Freiherr von Richthofen (1859–1920) en zijn gade Kunigunde von Schickfus und Neudorff (1868–1962). Hij was een nazaat van de Pruisische veldmaarschalk Leopold I van Anhalt-Dessau.
Von Richthofen nam in 1911 dienst bij het Königlich Preußisches Ulanenregiment Kaiser Alexander III von Rußland (Westpreußisches) Nr. 1, een lansiersregiment. Hij bleef ook als piloot de typische 'Ulanka', de jas van de Ulanen, dragen. In mei 1915 ging hij over naar de Duitse Fliegertruppen, eerst als waarnemer, maar in december van dat jaar kreeg hij zijn vliegerinsigne. Zijn leraar was Oswald Boelcke, die zag dat hij een briljant piloot was. Na een korte periode aan het Russische front werd hij in augustus 1916 overgeplaatst naar Frankrijk en op 17 september van dat jaar behaalde hij de eerste van tachtig officiële overwinningen. Zijn score van tachtig overwinningen is door geen enkele gevechtspiloot in de Eerste Wereldoorlog overtroffen.

## Hoogtepunt

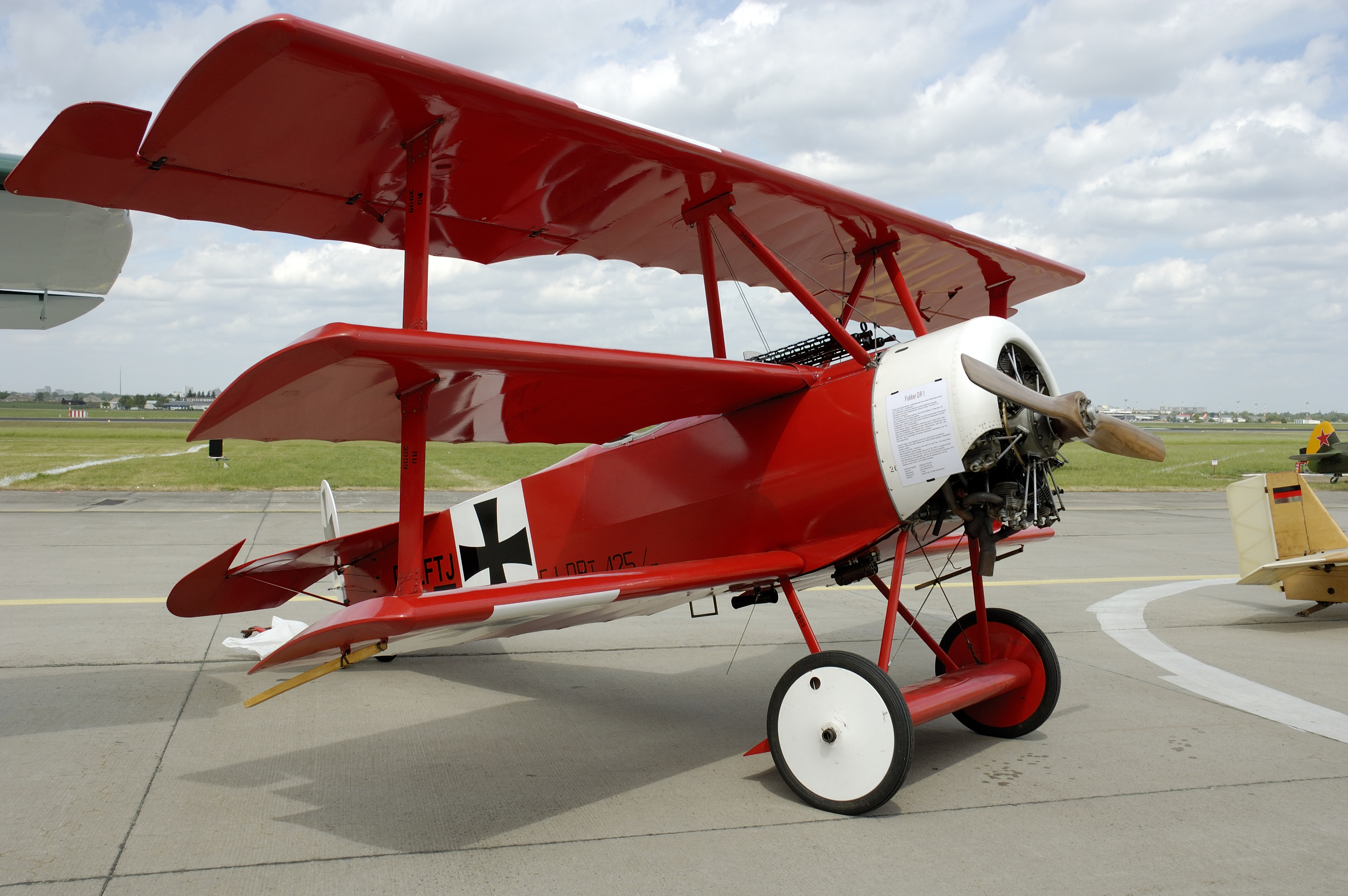
Een replica van de rood geschilderde Fokker Dr.I waarmee Manfred von Richthofen vocht

Op 16 januari 1917 kreeg hij het bevel over een eigen eskader, Jagdstaffel 11, en op 26 juni van dat jaar over Jagdgeschwader 1; een groep van vier 'staffeln' (eskaders), alle met eigen bonte beschilderingen, door de Engelsen Richthofen's Flying Circus genoemd. De groep was samengesteld uit Duitse elitevliegers, waaronder zijn broer Lothar, en von Richthofen was erop gebrand de vijand te laten weten dat ze met de besten van het vak te maken hadden. Zijn persoonlijke Albatros D.III was geheel rood geschilderd, wat hem de bijnaam 'Rode Baron' opleverde. Von Richthofen kwam bij een luchtgevecht op 6 juli 1917 bijna om het leven bij Wervik, maar ondanks een ernstige hoofdwond waarbij hij even het bewustzijn verloor slaagde hij erin controle over zijn Albatros D.V terug te nemen en een noodlanding uit te voeren. Hij moest verschillende operaties ondergaan om botsplinters te laten verwijderen. Op 25 juli hernam hij zijn dienst tegen het advies van de dokters in. Op 2 september 1917 behaalde hij met de nieuwe Fokker Dr.I-driedekker zijn zestigste overwinning. Hij was misselijk na de vlucht en had hoofdpijn. Van 5 september tot 23 oktober nam hij toch herstelverlof. In die tijd schreef hij zijn autobiografie Der rote Kampfflieger. Hij ging toch opnieuw vliegen.
Bij de Britten was hij zo gevreesd dat aan de piloot die hem kon neerhalen een eigen vliegtuig, 5000 pond sterling en het Victoria Cross werd beloofd.

## Gesneuveld
Op 20 april 1918 maakte hij zijn tachtigste en laatste slachtoffer; een Sopwith Camel van de Royal Air Force. Een dag later vond von Richthofen zelf de dood boven het slagveld toen hij de Canadees Wilfrid May laagvliegend achtervolgde. May schreef het volgende in zijn verslag:

Camel D3326 90 minutes Engaged 15 to 20 triplanes - claimed one. Blue one. Several on my tail, came out with red triplane on my tail which followed me down to the ground and over the line on my tail all the time got several bursts into me but didn’t hit me. When we got across the lines he was shot down by Capt. Brown. I saw him crash into side of hill. Came back with Capt. We afterwards found out that the triplane (red) was the famous German airman Baron Richthofen. He was killed.

(Camel D3326 90 minuten gevecht met 15 tot 20 driedekkers - een opgeëiste overwinning. Een blauwe. Verschillende achter mijn staart, kon ontsnappen met een rode driedekker achter mijn staart, die me volgde tot aan de grond en over de lijn op mijn staart, ik kreeg verschillende salvo's, maar hij raakte me niet. Toen we over de linies kwamen, werd hij neergeschoten door kapitein Brown. Ik zag hem neerstorten op de flank van een heuvel. Ik keerde terug met de kapitein. We vernamen nadien dat de driedekker (rood) de beroemde Duitse vliegenier Baron Richthofen was. Hij was gedood)
— 21 april 1918

Er zijn aanwijzingen dat hij door één kogel in het hart werd getroffen, waarschijnlijk afkomstig van een mitrailleur op de grond. Een aantal soldaten beweerden hem neergeschoten te hebben, Captain Roy Brown (vanuit een vliegtuig), gunner Robert Buie (vanaf de grond met een mitrailleur), sergeant Cedric Popkin (vanaf de grond met een Vickers M.18 mitrailleur) of Snowy Evans (vanaf de grond met een Lewis M.20 mitrailleur). Uit onderzoek dat door Discovery Channel werd uitgevoerd voor een documentaire over Von Richthofen, bleek dat Evans het dodelijk schot heeft gevuurd. Over Evans is verder weinig bekend. Hij heeft geen familie meer en verdere beelden zijn niet bekend. De Australische Edward Smout van de geneeskundige troepen vermeldt dat het laatste woord van Manfred von Richthofen was: "kaputt".
Het verlies van von Richthofen was een verpletterende slag voor het Duitse moreel.
Het commando over het "Flying Circus" werd op 22 april 1918 overgenomen door Hauptmann Wilhelm Reinhard, die op zijn beurt, na een fatale testvlucht, op 7 juli 1918 werd opgevolgd door de latere nazileider Hermann Göring.
De Rode Baron lag aanvankelijk begraven op de begraafplaats van Fricourt maar werd al snel herbegraven op het Invalidenfriedhof te Berlijn waar andere Duitse oorlogshelden begraven liggen. In 1975 werd hij definitief te ruste gelegd in het familiegraf in Wiesbaden.

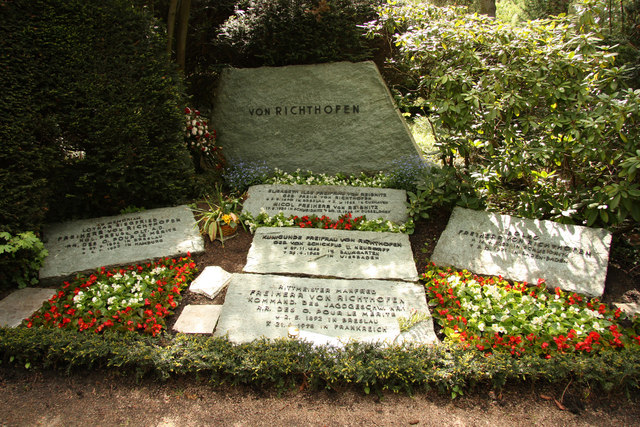
Familiegraf van Von Richthofen.

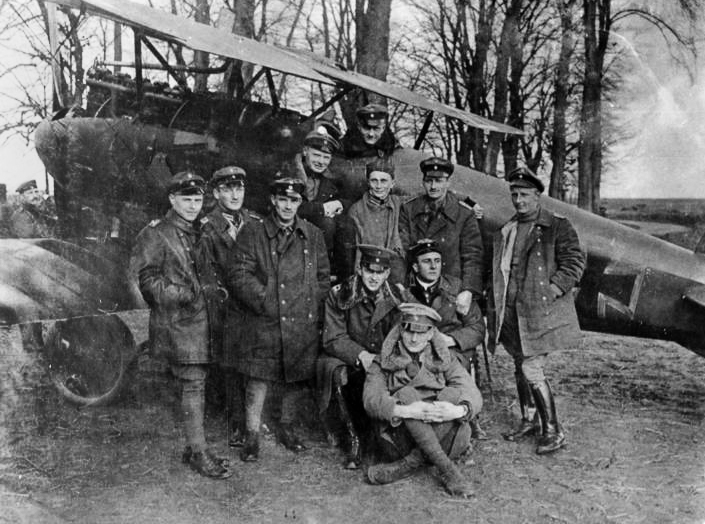
Jagdstaffel 11, met Manfred von Richthofen in zijn rode Albatros D.III
- Video van de plek van de crash
- Video van de begrafenis

## Onderscheidingen
De Duitse staten en de regering van het Duitse Keizerrijk verleenden hem een groot aantal, vaak hoge, onderscheidingen. Ook de bondgenoten Oostenrijk-Hongarije, Bulgarije, Ottomaanse Rijk en Italië verleenden hem decoraties.

### De ridderorden
- De Orden Pour le Mérite (bijgenaamd "Der Blaue Max") – Pruisen. Als "eenvoudig" vlieger kwam Von Richthofen niet in aanmerking voor het eikenloof bij het Pour le Mérite waarvoor hij door Ludendorff was voorgedragen.
- De Orde van de Rode Adelaar met Kroon en Zwaarden ("Roter Adler Orden 3. Klasse mit Krone und Schwertern") – Pruisen In deze vorm werd de onderscheiding slechts zesmaal uitgereikt.
- Ridder in de Huisorde van Hohenzollern met de Zwaarden ("Ritterkreuz mit Schwertern des Königlichen Hauses von Hohenzollern") – Pruisen.
- Ridder in de Militaire Orde van Sint-Hendrik ("Ritterkreuz des Militär Sankt-Heinrich-Orden") Saksen
- Ridderkruis de Eerste Klasse met de Zwaarden in de Hertogelijk Saksisch-Ernestijnse Huisorde ( "Ritterkreuz 1. Klasse mit Schwertern des Herzöglich Sächsisch-Ernestinischen Hausordens")
- De Orde van Militaire Verdienste van Beieren IIIe Klasse met Kroon en Zwaarden ( "Militärverdienstorden 3. Klasse mit Kronen und Schwertern") – Beieren
- Ridder in de Orde van Militaire Verdienste ("Ritterkreuz des Militärverdienstordens") – Württemberg
- Ridder in de Orde van de IJzeren Kroon met de Oorlogsdecoratie ("Ritterkreuz der Eisernen Krone mit Kriegsdekoration") – Oostenrijk Hongarije
- Orde voor Dapperheid IVe Klasse ("Tapferkeitsorden 4. Klasse") – Bulgarije

### De decoraties en medailles
- Het IJzeren Kruis der Ie Klasse ("Eisernes kreuz 1. Klasse") – Pruisen
- Het IJzeren Kruis der IIe Klasse ("Eisernes Kreuz 2. Klasse") – Pruisen
- Het Kruis voor Oorlogsverdienste ("Kriegsverdienstkreuz 1. Klasse") – Lippe
- De Imtjaz Medaille met de Zwaarden - Ottomaanse Rijk
- De Liskat Medaille met de Zwaarden ("Liskat Medaille mit Schwertern") – Ottomaanse Rijk
- De IJzeren Halve Maan - Ottomaanse Rijk
- De Pilotendecoratie ("Pilotenabzeichen") - Pruisen
- De Pilotendecoratie ("Feldpilotenabzeichen") – Oostenrijk Hongarije
- De Hertog Karel Eduard-medaille met zwaarden op het Lint ("Herzog Carl Eduard Medaille mit Schwertern am Band") – Saksen-Coburg-Gotha
- De Eremedaille voor Dapperheid ("Ehrenmedaille für Tapferkeit") – Hessen
- Het Kruis voor Trouwe Dienst ("Kreuz für treue Dienste") – Schaumburg-Lippe
- Het Kruis voor Militaire Verdienste der IIe Klasse ("Kriegsverdienstkreuz 2. Klasse") – Braunschweig
- De Gewondendecoratie ("Verwundetenabzeichen") – Pruisen
- Het Hanseatenkruis ("Hanseatenkreuz") – Lübeck
- Het Hanseatenkruis ("Hanseatenkreuz") – Bremen
- Het Hanseatenkruis ("Hanseatenkreuz")– Hamburg

## Familiebanden
Hij was een verre verwant van de Duits-Amerikaanse schrijfster en vertaalster Frieda von Richthofen, bekend als de echtgenote van de Engelse schrijver D.H. Lawrence.

## Trivia
In Charles M. Schulz' tekenstrip Peanuts speelt Manfred von Richthofen een belangrijke rol in de fantasiewereld van het personage Snoopy: deze beagle verbeeldt zich regelmatig dat hij, zittend bovenop zijn hondenhok, een geallieerde piloot is die luchtgevechten voert met de Rode Baron. Deze voorstelling was tevens in 1966 het onderwerp van het liedje Snoopy vs. the Red Baron van The Royal Guardsmen en sequels daarvan. Een andere spin-off hiervan was het gelijknamige computerspel.